# Kiril Popov
Kiril Jurijovyč Popov (in ucraino Кіріл Юрійович Попов?; Nižyn, 1º maggio 2003) è un calciatore ucraino, attaccante del Čornomorec'.

## Carriera

### Club
Popov è cresciuto nel settore giovanile della Dinamo Kiev, dove si è messo in mostra ottenendo il titolo di capocannoniere del campionato ucraino Under-19 2020-2021 con 19 reti segnate. Il 1º luglio 2022 è stato ceduto in prestito al Kolos Kovalivka dove ha debuttato a livello professionistico il 23 agosto seguente nell'incontro di Prem"jer-liha vinto 1-0 contro il Kryvbas Kryvyj Rih. A fine stagione è stato acquistato a titolo definitivo e nel gennaio del 2024 è stato ceduto in prestito al Mynaj.
Il 3 agosto 2024 è stato acquistato a titolo definitivo dal Čornomorec'.

### Nazionale
Ha giocato con le nazionali giovanili ucraine Under-17 ed Under-19.

## Statistiche

### Presenze e reti nei club
Statistiche aggiornate all'8 dicembre 2024.
| Stagione               | Squadra                | Campionato             | Campionato | Campionato | Coppe nazionali | Coppe nazionali | Coppe nazionali | Coppe continentali | Coppe continentali | Coppe continentali | Altre coppe | Altre coppe | Altre coppe | Totale | Totale | Totale |
| Stagione               | Squadra                | Comp                   | Pres       | Reti       | Comp            | Pres            | Reti            | Comp               | Pres               | Reti               | Comp        | Pres        | Reti        | Pres   | Reti   |        |
| ---------------------- | ---------------------- | ---------------------- | ---------- | ---------- | --------------- | --------------- | --------------- | ------------------ | ------------------ | ------------------ | ----------- | ----------- | ----------- | ------ | ------ | ------ |
| 2022-2023              | Kolos Kovalivka        | PL                     | 24         | 0          | -               | -               | -               | -                  | -                  | -                  | -           | -           | -           | 24     | 0      |        |
| 2023-gen.2024          | Kolos Kovalivka        | PL                     | 4          | 0          | CU              | 0               | 0               | -                  | -                  | -                  | -           | -           | -           | 4      | 0      |        |
| Totale Kolos Kovalivka | Totale Kolos Kovalivka | Totale Kolos Kovalivka | 28         | 0          |                 | 0               | 0               |                    | -                  | -                  |             | -           | -           | 28     | 0      |        |
| gen.-giu. 2024         | Mynaj                  | PL                     | 6          | 0          | CU              | 0               | 0               | -                  | -                  | -                  | -           | -           | -           | 6      | 0      |        |
| 2024-2025              | Čornomorec'            | PL                     | 14         | 0          | CU              | 1               | 0               | -                  | -                  | -                  | -           | -           | -           | 15     | 0      |        |
| Totale carriera        | Totale carriera        | Totale carriera        | 48         | 0          |                 | 1               | 0               |                    | -                  | -                  |             | -           | -           | 49     | 0      |        |